# Donji Svračak
Sfaraçak i Poshtëm en albanais et Donji Svračak en serbe latin (en serbe cyrillique : Доњи Сврачак) est une localité du Kosovo située dans la commune/municipalité de Vushtrri/Vučitrn et dans le district de Mitrovicë/Kosovska Mitrovica. Selon le recensement kosovar de 2011, elle compte 522 habitants, tous albanais.

## Démographie

### Évolution historique de la population dans la localité
| 1948 | 1953 | 1961 | 1971 | 1981 | 1991  | 2011 |
| ---- | ---- | ---- | ---- | ---- | ----- | ---- |
| 258  | 282  | 365  | 644  | 936  | 1 073 | 522  |

|  |